# Златокосата мишка и трите котки
„Златокосата мишка и трите котки“ (на английски: Goldimouse and the Three Cats) е американски анимационен филм от 1959 година на режисьора Фриц Фреленг, част от поредицата „Шантави рисунки“.

## Сюжет
В една горска къщичка живеят три котки- Силвестър (татко котарак), мисис Силвестър (мама котка) и Силвестър Младши (бебе коте). Една вечер те сядат да вечерят и Силвестър се оплаква, че кашата му е прекалено гореща. Мисис Силвестър установява, че нейната е прекалено студена, а Силвестър Младши се чуди защо им се налага да ядат каша, а не се хранят с мишки като нормалните котки. Силвестър предлага да отидат на разходка в гората докато му изстине кашата.
Междувременно, докато те са в гората, малка златокоса мишка се промъква в дома им през вратичка в стената, открива кашата и си похапва и от трите купички. След това и се приспива и започва да изпробва леглата, докато установява, че това на Силвестър Младши и е точно по мярка, където и заспива.
По-късно семейство Силвестър се връщат от разходката си в гората и откриват безобразията, причинени от неканения гост. Докато тича през къщата, крещейки, че някой му е изял кашата, Силвестър Младши открива нашественика, който блажено спи в креватчето му. Това е мишка. От крясъците му златокосата мишка се събужда и избягва през вратичката в дупката си.
Силвестър се опитва да измъкне мишката от дупката и, но каквито и прийоми да измисля, претърпява крах. Чашата на търпението му прелива когато след като използва за постигането на целта си експлозиви, се появява на прага на къщата в окаяно състояние, което предизвиква смеха на сина му. Той му нахлупва купичка с каша на главата.

## В ролите
Персонажите във филма са озвучени с гласовете на:
- Мел Бланк като Силвестър и Силвестър Младши
- Джун Форей като Мисис Силвестър, златокосата мишка и разказвача